# Chiesa di San Giuseppe (Lucignano)
La chiesa di San Giuseppe è un edificio sacro che si trova a Lucignano.

## Descrizione
La chiesa, sorta nel 1470, ospitava un fonte battesimale che, nel 1672, fu trasportato in collegiata.
Il titolo fu attribuito nel 1699 dall'Arte dei Legnaioli, che ricevettero la chiesa dalla comunità di Lucignano e la dedicarono al loro protettore; nel 1730 fu restaurata e a questa data risale la sistemazione neoclassica della facciata.